# Mădălin Voicu

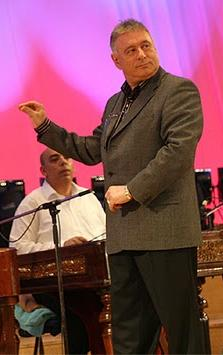
Mădălin Voicu, 2009

Mădălin-Ştefan Voicu (* 10. Juli 1952 in Bukarest) ist ein rumänischer Musiker und Politiker aus der Volksgruppe der Roma.

## Leben
Voicu ist Mitglied der sozialdemokratischen Partei (PSD) und seit 1996 Parlamentarier im Abgeordnetenhaus. Er ist einer von nur zwei Roma-Politikern im derzeitigen Parlament. Der zweite ist Nicolae Păun, der den garantierten Sitz für die Roma-Minderheit hält.
Er ist der Sohn von Ion Voicu, einem bekannten rumänischen Roma-Musiker. In seiner Jugend war er ein enger Freund von Nicu Ceaușescu, dem Sohn der rumänischen Kommunistenführers Nicolae Ceaușescu, sowie von anderen jungen Mitgliedern der Nomenklatura.
Voicu absolvierte die Nationale Universität für Musik, schloss eine Ausbildung als Dirigent an verschiedenen Schulen im Ausland ab und war in Orchestern der Städte Craiova und Ploiești aktiv.
Er begann seine politische Laufbahn als Mitglied der mittlerweile aufgelösten Partei für Freiheit und soziale Einheit (rumänisch Partidul Libertății și Unității Sociale, PLUS), wurde dann in der Sozialdemokratischen Partei der Roma aktiv und wurde in der Legislaturperiode 1996–2000 auf den Minderheitensitz im Abgeordnetenhaus gewählt, bevor er im Jahr 2000 für die PSD in den Wahlkampf zog.
Am 22. Juli 2015 wurde Voicu vom stellvertretenden Ministerpräsidenten Gabriel Oprea zum neuen Leiter des Generalkonsulats von Rumänien in Bonn ernannt, konnte sein Amt aber aufgrund einer Rücknahme der Ernennung durch den Ministerpräsidenten Victor Ponta nicht wie vorgesehen am 15. September 2015 antreten.